# Claudio Matte Pérez

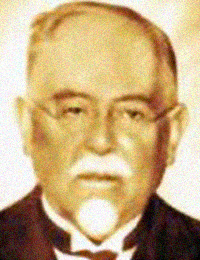
Claudio Matte Pérez

Claudio Alejandro Lázaro Matte Pérez (* 18. Dezember 1858 in Santiago de Chile; † 22. Dezember 1956 ebenda) war ein chilenischer Politiker der Partido Liberal, der unter anderem 1895 kurzzeitig Außenminister war.

## Leben
Claudio Matte stammte aus der einflussreichen Industriellen- und Politikerfamilie Matte und war einer von sechzehn Kindern von Domingo Matte Messía, der 1846 bis 1849 sowie 1852 bis 1858 Mitglied der Abgeordnetenkammer war, 1855 in Valparaíso die Bank Banco Matte y Cía. eröffnete sowie zwischen 1873 und 1882 auch Senator war. Zu seinen Brüdern gehörten unter anderem Augusto Matte Pérez, der zwischen 1877 und 1878 sowie erneut von 1879 bis 1880 Finanzminister sowie 1888 kurzzeitig Außenminister war, Eduardo Matte Pérez, der 1889 ebenfalls Außenminister sowie 1892 Innenminister war sowie Ricardo Matte Pérez, der 1903 Innenminister und von 1911 bis 1912 Präsident des Senats war.
Er selbst absolvierte zunächst ein Studium der Geisteswissenschaften am Instituto Nacional, Literario, Civil y Eclesiástico del Estado de Chile sowie anschließend ein Studium der Rechtswissenschaften an der Universidad de Chile. Nach ergänzenden Studien der Wirtschafts- und Finanzwissenschaften in Europa nahm er am 21. Dezember 1879 eine Tätigkeit als Rechtsanwalt auf. 1888 wurde er Präsident der Kommission der schönen Künste sowie 1889 Präsident der Gesellschaft für die Grundschulbildung (Sociedad de instrucción Primaria), eine Funktion, die sein älterer Bruder Augusto Matte Pérez 1884 bekleidet hatte. 1891 fungierte er Vertreter der chilenischen Regierung im Deutschen Kaiserreich in Berlin und wurde nach seiner Rückkehr 1892 akademisches Mitglied der Fakultät für Philosophie, Geisteswissenschaften und schöne Künste der Universidad de Chile. 1892 wurde er darüber hinaus erneut Präsident der Sociedad de instrucción Primaria und bekleidete diese Funktion bis zu seinem Tode 1956 64 Jahre lang.
1894 wurde er als Kandidat der Partido Liberal zum Mitglied der Abgeordnetenkammer (Cámara de Diputados) gewählt und gehörte dieser bis 1897 als Vertreter der Provinz Llanquihue, der Stadt Carelmapu und der Provinz Osorno an. Am 1. August 1895 wurde er von Präsident Jorge Montt Álvarez zum Außenminister, Minister für Kulte und Kolonisierung (Ministro de Relaciones Exteriores, Culto y Colonización) ernannt und übte dieses Ministeramt bis zum 24. November 1895 aus. Er wurde 1920 Vizepräsident des Consejo de Investigación Primaria sowie 1923 Präsident der Sociedad La Renta Urbana.
1926 wurde Matte Pérez Nachfolger des Ingenieurs Francisco Mardones Otaíza als Rektor der Universidad de Chile und bekleidete dieses Amt bis zu seiner Ablösung durch den Augenarzt Carlos Charlín Correa 1927.